# Hôtel de la Caisse d'épargne de Felletin
L'hôtel de la Caisse d'épargne est un bâtiment du début du XXe siècle situé à Felletin, en France. Il a autrefois accueilli un établissement bancaire, pour lequel il a été construit. Il est recensé à l'Inventaire général du patrimoine culturel.

## Situation et accès
L'édifice est situé au no 6 de la place du Marché dans le centre-ville de Felletin, et plus largement au sud-est du département de la Creuse.

## Histoire

### Fondation
La succursale de la Caisse d'épargne d'Aubusson à Felletin est fondée en 1863. Son hôtel est, quant à lui, construit en 1904 selon les plans de l'architecte Renaudin.

### Fermeture de l'agence
En mars 2017, le groupe Caisse d'épargne annonce la fermeture de son agence, bien qu'elle soit active et très fréquentée. Elle est en effet jugée trop proche de celle d'Aubusson (à une dizaine de kilomètres) et son immeuble est trop onéreux à mettre aux normes d'accessibilité. Cette fermeture s'inscrit dans un plan de restructuration du réseau régional et national (un plan 2017-2020 de la BPCE qui vise par regroupement la suppression 400 agences) ; de telles agences sont supprimées par les banques notamment par souci d'économie, en justifiant cela par un développement des services sur Internet. Face à cette annonce, la population signe des pétitions et le conseil municipal, dans sa séance ordinaire du 24 mars 2017, engage une motion pour exprimer son opposition. D'abord prévue pour le 10 juin, l'agence ferme définitivement le 9 juin 2017 : la Caisse d'épargne se retire ainsi définitivement de la commune et supprime également son guichet automatique. Cet hôtel est alors mis en vente.

## Statut patrimonial et juridique
Le bâtiment fait l'objet d'un recensement dans l'Inventaire général du patrimoine culturel, en tant que propriété d'un établissement public de l'État. L'enquête ou le dernier récolement est effectué en 2001.